# Union sportive bressane Pays de l'Ain

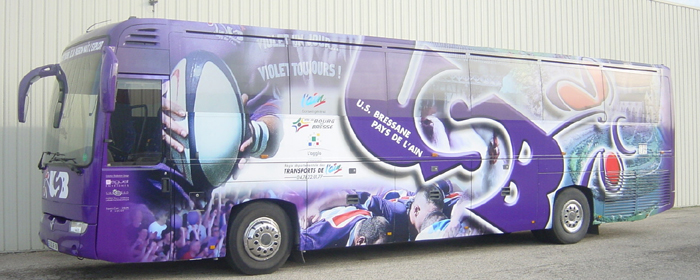
Spelersbus in 2009

Union sportive bressane Pays de l'Ain, vaak vereenvoudigd tot Union sportive bressane en afgekort als USBPA, is een Franse rugbyclub uit Bourg-en-Bresse in het departement Ain in de regio Auvergne-Rhône-Alpes. De club werd opgericht in 1902 en speelt in het Stade Marcel-Verchère, met plaats voor 9.000 toeschouwers. In 2018-2019 speelde de club in Rugby Pro D2, de tweede klasse van het Franse Rugby union, in 2019-2020 kwam de club uit in de Fédérale 1, in Poule 2 van de derde Franse rugbydivisie.

## Geschiedenis
De club speelde een groot deel van zijn geschiedenis in de tweede nationale liga, maar promoveerde in 1930 een eerste maal voor een seizoen naar de eerste klasse. In 1958 speelt de club een tweede maal kampioen in de tweede divisie, en slaagt er ditmaal in tot 1965 in eerste klasse te spelen. Na een jaar degradatie naar tweede, volgt in 1966 een derde kampioenstitel tweede klasse en een derde verblijf bij de elite, tot 1984. In het seizoen 1991-1992 volgt een vierde periode, evenwel maar voor een seizoen, in de hoogste klasse, waarna de club terugzakt naar de tweede en zelfs derde klasse. In het seizoen 2012-2013 en 2017-2018 slaagde de club daar te promoveren en kan zich terug nestelen in de Pro D2 waar voor het grootste deel van de geschiedenis gespeeld werd. In 2019 zakte de ploeg terug naar de derde divisie.